# Borisz Vlagyimirovics Romanov orosz nagyherceg
Borisz Vlagyimirovics orosz nagyherceg (oroszul: Великий князь Бори́с Влади́мирович Романов; Carszkoje Szelo, 1877. november 12./24. – Párizs, 1943. november 9.) orosz nagyherceg, az Orosz Cári Hadsereg tisztje.

## Élete

### Származása és ifjúkora
Borisz Vlagyimirovics nagyherceg Vlagyimir Alekszandrovics nagyherceg és Mária Alexandrina mecklenburg–schwerini hercegnő harmadik fiaként látott napvilágot 1877-ben, abban az évben, melyben legidősebb fivére, Alekszandr Vlagyimirovics nagyherceg meghalt.
Mária Alexandrina hercegnő, aki orosz földön Marija Pavlovna nagyhercegné néven élt, ambiciózus anya volt. Gyermekeinek fényes jövőt szánt, és neveltetésüket is ennek megfelelően irányította. Kisebb korukban angol nevelőnők felügyelték a „Vlagyimirovics-gyermekeket”, később a fiúkat katonai pályára küldték. Borisz Vlagyimirovics már születésekor a 45. Azovi Gyalogos Ezred támogatójának és tiszteletbeli tagjának számított. 1869-ben végezte el a Nyikolajevszkij Akadémiát, ezután csatlakozott a huszártestőrséghez. Még ugyanebben az évben az uralkodó szárnysegédjévé nevezték ki.
Katonai rangja ellenére Borisz nagyherceg kivonta magát a hadsereg szolgálatából. 1895-ben angol stílusú fényűző palotát építtetett Szentpétervárott, ahol ettől kezdve rendszeresen rendezett mulatságokat. Számos szeretője közül a legtöbben a Cári Baletthez tartoztak; a nagyherceg hatalmas pénzeket költött borokra, vadászatokra, szórakozásra. Harsány életmódja megbotránkoztatta a családot, ám a nagyhercegre még édesanyja intő szavai sem voltak fegyelmező hatással. Miközben Marija Pavlovna nagyhercegné kétségbeesetten próbált megfelelő feleséget találni fia számára, addig a nagyherceg szeretői és ivótársai közében múlatta az időt, közel fél millió rubeles adósságot csinálva, melyet azután szülei fizettek ki.
A nagyherceg minden évben viszonylag hosszú időt töltött Párizsban. 1901-ben itt ismerkedett meg a francia Jeanne Aumont-Lacroix-val. Viszonyukból egy törvénytelen gyermek született, Boris Lacroix (1902–1984), akit hivatalosan sosem ismertek el a nagyherceg utódjának. Hogy véget vessenek Borisz Vlagyimirovics és Jeanne Lacroix kapcsolatának, a szülők cári beleegyezéssel világ körüli útra küldték fiukat. A hosszú utazás 1902 januárjában kezdte meg a német SS Bremen fedélzetén. Útja során érintette Egyiptomot, Indiát, Japánt és az Egyesült Államokat. 1903 októberében tért vissza Oroszországba, 1904. február 26-án pedig bevonult az orosz–japán háborúba, ahol tanúja volt bátyja hajójának, a Petropavlovszk felrobbanásának. 1904 decemberében kapitányi rangra emelkedett. 1911-ben már ezredesi rangot viselt, és csatlakozott Alekszej Nyikolajevics cárevics atamán kozák testőrezredéhez.

### A háború és a forradalom alatt

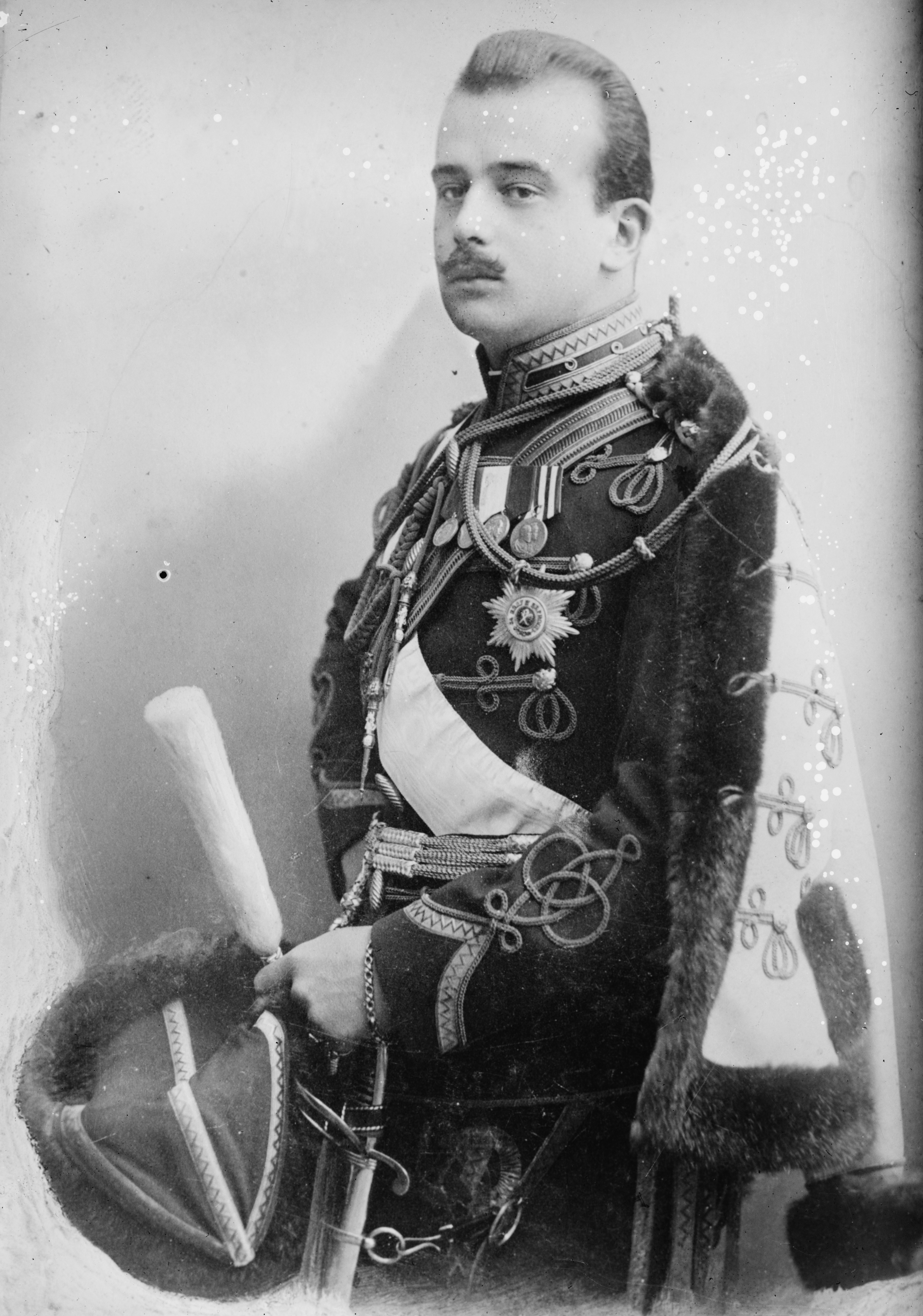
Borisz Vlagyimirovics nagyherceg a huszárság egyenruhájában

Az első világháború kitörése után is az atamán kozákoknál maradt, és sikeresen kivonta magát a harcok alól. Noha az 1915-ös esztendő folyamán magasabb posztra emelkedett, a háborúban ténylegesen soha nem vett részt. Marija Pavlovna nagyhercegné, miután feladta abbeli reményét, hogy Borisz Vlagyimirovics számára külföldi hercegnőt találjon, II. Miklós cár legidősebb leányát szánta fiának. Olga Nyikolajevna nagyhercegnő közel húsz évvel volt fiatalabb a nagyhercegnél, ráadásul első fokon unokatestvérek voltak. A nagyhercegnő édesanyja, Alekszandra Fjodorovna cárné, irtózva Borisz Vlagyimirovics életvitelétől, olyan hevesen ellenezte a házassági tervet, hogy Marija Pavlovna kénytelen volt meghátrálni.
Borisz Vlagyimirovics az Antanttal szemben tanúsított magatartása olyannyira sértő volt, hogy a brit nagykövet hivatalosan is szólt emiatt a cárnak. A francia nagykövet véleménye a nagyhercegről a háború alatt: „Semmi sem érinti meg a tiltakozásokból. Borisz Vlagyimirovics nyugodtan folytatja élvezetekkel teli semmittevő életét. Mit csinált mióta megkezdődött a háború? Semmit… Hogyan lehetséges az, hogy ez a 37 éves, erős és egészséges herceg, aki hatalmas vagyonnal és kiváltságokkal rendelkezik, sosem követelte ki osztályrészét ebből a bámulatosan állhatatos erőfeszítésből, hősiességből és önfeláldozásból, amit az orosz nép közel két éve folytat anélkül, hogy arcizma rándulna?”.
A nagyherceg a cár lemondását követően Carszkoje Szelóban maradt. Az Ideiglenes Kormány őrizetbe vette édesanyjával fenntartott kapcsolata miatt, Marija Pavlovna ugyanis legidősebb fiát, Kirill Vlagyimirovicsot óhajtotta trónra ültetni. Borisz Vlagyimirovics egyik barátja révén érte el, hogy a fővárosba utazhassék, ahol magához vette édesanyja ékszereinek egy részét. A bolsevikok hatalomra kerülését megelőzően, felismerve a veszélyt, a nagyherceg és szeretője, Zinaida Szergejevna Rasevszkaja a Kaukázusba menekültek a nagyherceg édesanyjához és öccséhez, Andrej Vlagyimirovicshoz. Közel egy évig éltek viszonylagos biztonságban, azonban 1918 augusztusában a bolsevikok elfogatták Borisz és Andrej nagyhercegeket. Pjatyigorszkba szállították őket azzal a céllal, hogy több más családtagjukhoz hasonlóan kivégzik őket. A pjatyigorszki bolsevik vezető viszont még Párizsból ismerte Borisz nagyherceget, így szabadon eresztették őket, de a fivérek az országból való menekülés mellett döntöttek. A fehér seregek előrenyomulása miatt emigrálási tervük eltolódott, és a fehérek biztosították nekik az Anapába való utazást. Marija Pavlovna nagyhercegné továbbra is Oroszországban óhajtott maradni abban hitben, hogy valamelyik fiát cárrá teheti meg; Borisz Vlagyimirovics édesanyja tiltakozása ellenére is 1919 márciusában szeretőjével elhajózott Oroszországból.

### Száműzetésben
A nagyherceg Angliába akart menni szeretőjével, viszont a brit kormány nem engedélyezte az országba való jövetelüket a nagyherceg annak idején tanúsított ellenszenves magatartása miatt. Borisz Vlagyimirovics végül Olaszországba ment, ahol 1919. július 12-én nőül vette szeretőjét. Zinaida Szergejevna Rasevszkaja (1898–1963) a cári hadsereg egyik ezredesének, Szergej Alekszandrovics Rasevszkijnek volt a leánya. Az 1910-es évek környékén nőül ment Nyikolaj Jeliszejevhez, akitől azonban 1914-ben elvált, és ezután kezdett viszonyba a nagyherceggel. Frigyükből nem született gyermek.
Borisz nagyherceg és neje egy rövid spanyolországi tartózkodás után Franciaországban telepedtek le. 1920-ban, édesanyja halálos ágyánál találkozott újra testvéreivel. Marija Pavlovna Borisz Vlagyimirovicsra hagyta híres ékszergyűjteményei közül a gyémántokat, melyeknek árából a nagyherceg kényelmes életet tudott biztosítani maga és Zinaida Szergejevna számára. Felvette a kapcsolatot törvénytelen fiával, aki Jean Boris Lacroix néven ruhatervezőként dolgozott. Boris Lacroix-nak két fia született, ő és családja rendszeresen meglátogatták a nagyherceget. Borisz Vlagyimirovics a cári család megmenekült tagjai közül egyedül öccsével, Andrej Vlagyimiroviccsal és nejével tartotta fenn az érintkezést.
A második világháború kitörése súlyos változásokat eredményezett a házaspár életében. Meg kellett válniuk meudoni birtokuktól az előrenyomuló német erők miatt, és Párizsba költöztek. A nagyherceg súlyos beteg lett, és 1943. november 9-én elhunyt felesége karjai közt. A párizsi Szent Alekszandr Nyevszkij ortodox templomban őrizték maradványait, később újratemették édesanyja mellé a contrexéville-i ortodox kápolnában.